# Open Costa Adeje – Isla de Tenerife
O Open Costa Adeje – Isla de Tenerife é um torneio tênis, que fez parte da série ATP Challenger Tour, realizado em 2009, em piso duro, em Tenerife, Espanha.

## Edições

### Simples
| Ano  | Campeões          | Finalistas    | Placar   | Ref |
| ---- | ----------------- | ------------- | -------- | --- |
| 2009 | Marco Chiudinelli | Paolo Lorenzi | 6–3, 6–4 |     |

### Duplas
| Ano  | Campeões                          | Finalistas                    | Placar         | Ref |
| ---- | --------------------------------- | ----------------------------- | -------------- | --- |
| 2009 | Philipp Petzschner Alexander Peya | James Auckland Joshua Goodall | 6–2, 3–6, 10–4 |     |